# 曲塘杨氏宗祠
曲塘杨氏宗祠是位于湖南省邵阳市洞口县竹市镇曲塘村的一座宗祠。
这座宗祠是当地杨氏家族在清朝乾隆年间所建，道光四年（1824年）续修，光绪年间扩建。1938年，抗日战争期间，黄埔军校第二分校迁于武冈。其第六、第七军官总队设于此座宗祠内。至今，建筑墙壁仍留有“民族兴亡，匹夫有责”、“至大至刚，至高至上”等宣传口号及军事教学地图。2006年，以“黄埔军校第二分校曲塘分部旧址——杨氏宗祠”之名列入第八批湖南省文物保护单位。2013年，列为第七批全国重点文物保护单位——洞口宗祠建筑群之一。